# Пельвуазен
Пельвуазе́н (фр. Pellevoisin) — коммуна во Франции, в регионе Центр, департамент Эндр, округ Шатору.
Коммуна расположена на расстоянии около 220 км на юг от Парижа, 110 км на юг от Орлеана, 29 км на северо-запад от Шатору.

## Население
Население — 875 человек (2007).
| 1793 | 1800 | 1806 | 1821 | 1831  | 1836  | 1841 | 1846 | 1851  | 1856  | 1861 | 1866  | 1872  | 1876  | 1881  | 1886  | 1891  |
| ---- | ---- | ---- | ---- | ----- | ----- | ---- | ---- | ----- | ----- | ---- | ----- | ----- | ----- | ----- | ----- | ----- |
| 790  | 795  | 838  | 888  | 1 067 | 1 030 | 943  | 906  | 1 001 | 1 046 | 967  | 1 061 | 1 006 | 1 063 | 1 053 | 1 078 | 1 007 |

| 1896  | 1901  | 1906  | 1911  | 1921  | 1926  | 1931 | 1936 | 1946  | 1954  | 1962 | 1968 | 1975 | 1982  | 1990 | 1999 | 2007 |
| ----- | ----- | ----- | ----- | ----- | ----- | ---- | ---- | ----- | ----- | ---- | ---- | ---- | ----- | ---- | ---- | ---- |
| 1 052 | 1 070 | 1 144 | 1 167 | 1 066 | 1 041 | 976  | 934  | 1 019 | 1 072 | 998  | 940  | 926  | 1 027 | 916  | 886  | 875  |

В 1940 году в Пельвуазене сделали тюрьму, в которой содержались многие известные политические деятели:
- Венсан Ориоль — будущий президент Франции
- Поль Рейно — премьер-министр Франции в период Третьей республики
- Марсель Дассо — политик и авиаконструктор
- Жюль Мок — будущий премьер-министр Четвёртой республики

## Известные личности, связанные с городом
- Жорж Бернанос (1888—1948) — писатель, живший некоторое время в Пельвуазене
- Жан Жироду (1882—1944) — писатель, учился в школе в Пельвуазене